# 진교 (식물)

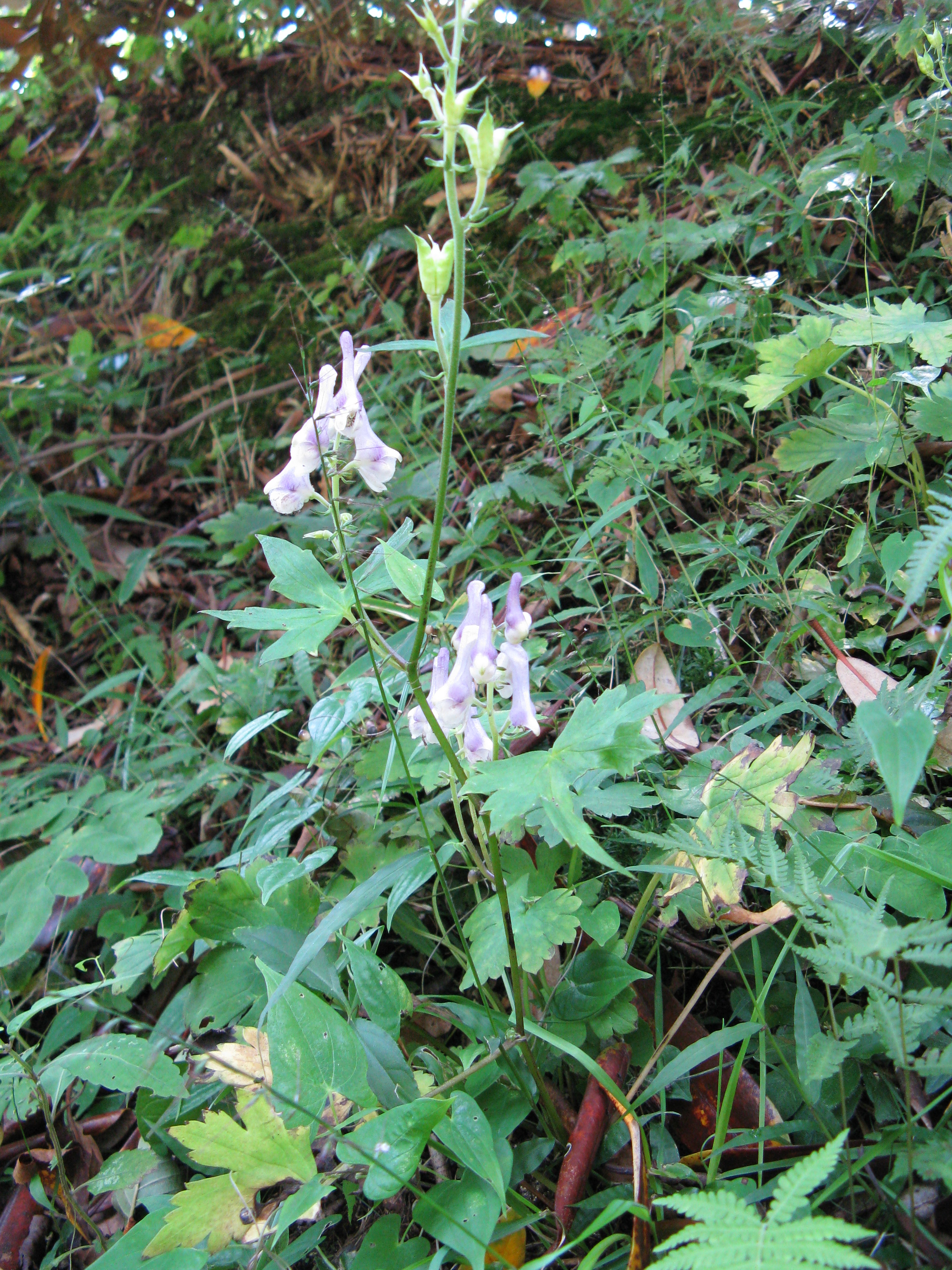

진교(Lycoctonum loczyanum, Aconitum loczyanum) 또는 진범은 한국 각처에 나는 여러해살이풀이다. 길이는 40-70cm이다. 뿌리는 비대하고 흑갈색으로 줄기는 모가 지고, 곧게 서며, 윗부분에 잔털이 밀생한다. 근생엽은 잎자루가 길고 경생엽은 잎자루가 아주 짧다. 꽃은 연한 자주색으로 총상꽃차례로 길이는 2-2.5cm이다. 수술은 다수이고 암술은 3개이다. 열매는 골돌로 3개씩 들러붙어 있다. 흔히 진범이라고도 하는데 이는 잘못된 명칭이고 진교가 올바른 명칭이다. 뿌리는 약재로 쓴다.